# Mac Dre
Mac Dre (* 5. Juli 1970 in Oakland (Kalifornien), USA; † 1. November 2004 in Kansas City (Missouri); eigentlich Andre Hicks) war ein US-amerikanischer Gangsta-Rapper. Er feierte in den 1990er Jahren mit seinem Label Thizz Entertainment und zusammen mit Szene-Größen, wie Snoop Dogg und Yukmouth, Erfolge.

## Karriere und Biografie
Mac Dres musikalische Karriere begann Anfang der 1990er Jahre. Durch sein Independent-Label „Romp and Thizz Entertainment“ erlangte er Aufmerksamkeit in den USA. Später erfand er den „Thizzle Dance“. Zwischen 1989 und 1991 nahm der Rapper seine ersten drei Alben auf. Anschließend verbrachte Dre die Zeit zwischen 1992 und 1996 im Gefängnis, aufgrund der Beschuldigung Mitglied der Romper Room Gang, eine Gruppe, die diverse Banken überfallen hatte, zu sein. Sein Label „Romp Productions“ und verschiedene Verweise zur Romper Room in seinen Songs führten zu der Annahme, die dafür sorgte, dass der 22-jährige Hicks zu fünf Jahren Gefängnis verurteilt wurde.
Im Gefängnis blieb Dre weiter produktiv und arbeitete nicht nur an Songs, sondern nahm diese auch auf. So nahm er das Album „Back 'N Da Hood“ während seines bis 1996 andauernden Gefängnisaufenthalts auf. Ab 1996 nahm ihn die breite Öffentlichkeit vermehrt wahr, was auch an der für ihn eingeräumten Spielzeit in diversen Mainstream-Radiostationen abzulesen war. „Thizz Entertainment“ gründete er 2001, wobei „Thizz“ amerikanischer Slang ist und den Zustand nach der Einnahme von Ecstasy beschreibt.

## Tod
Am 1. November 2004 wurde Mac Dre nach einem Auftritt in Kansas City (Missouri) durch ein Drive-by-Shooting auf dem Highway 71 getötet. Zum Zeitpunkt als der Van, in dem sich der Rapper befand, von der Straße abkam und gegen einen Baum fuhr, war Mac Dre bereits durch eine Kugel, die ihn im Nacken getroffen hatte, getötet worden. Der Fahrer des Vans überlebte das Attentat. Es wurde vermutet, dass der Rapper Anthony „Fat Tone“ Watkins für den Mord an Mac Dre verantwortlich ist. Watkins wurde 2005 vom Bay-Area-Rapper Mac Minister, der sich für den Mord an Dre rächen wollte, getötet. Mac Minister wurde im März 2006 vom FBI verhaftet.
Ende August 2006 sorgte der Diebstahl des Grabsteins des verstorbenen Bay-Area-Rappers aus dem Oakland Mountain Cemetery für Aufsehen. Dres bester Freund AP.9 äußerte sich daraufhin entrüstet und setzte eine Belohnung über 10.000 Dollar für denjenigen aus, der ihm den Dieb des Grabsteins bringt.

## Diskografie
- 1989: Young Black Brotha (EP)
- 1991: California Livin (EP)
- 1992: Back N Da Hood
- 1992: What’s Really Going On
- 1993: Young Black Brotha LP
- 1996: The Rompalation
- 1998: Dont Hate the Player, Hate the Game
- 1998: Stoopid Doo Doo Dumb
- 1999: Rapper Gone Bad
- 1999: The Rompalation Vol. 2 (An Overdose)
- 2000: Heart of a Gangsta, Mind of a Hustler, Tongue of a Pimp
- 2001: The Cutthoat Committee – Turf Buccaneers
- 2001: It’s Not What You Say… It’s How You Say It
- 2001: Mac Dre’s the Name
- 2002: Thizzelle Washington
- 2002: Do U Remember? The Remix Album
- 2002: Tha Best of Mac Dre
- 2002: Mac Dammit Man and Friends – City Slickers
- 2002: The Rompalation 3
- 2003: Treal T.V. – The Soundtrack
- 2003: Al Boo Boo
- 2004: The Best Of Part 2
- 2004: The Appearances
- 2004: The Game Is Thick Part 2
- 2004: The Genie of the Lamp
- 2004: Ronald Dregan – Dreganomics
- 2005: Da U.S. Open (Mac Mall & Mac Dre)
- 2005: 15 Years Deep (Tha Unda Dogg & Mac Dre)
- 2005: Cutthoat Committee – Money Iz Motive
- 2005: Dont Hate the Player, Hate the Game 2
- 2005: Welcome to Thizz World
- 2006: Uncut
- 2006: 16 Wit Dre
- 2006: 16 Wit Dre Part Two
- 2006: The Best of Mac Dre Volume Three
- 2007: Official Tribute Collectors Edition
- 2007: Everybody Ain’t Able (Mac Dre & Jay Tee)
- 2007: The Best of Mac Damnit And Friends
- 2007: Dont Hate the Player, Hate the Game 3
- 2007: Tales of II Andres (Mac Dre & Andre Nickatina)
- 2007: Pill Clinton